# Sergei Wladimirowitsch Kempo
Kempo Sergei Wladimirowitsch (russisch Кемпо Сергей Владимирович, wiss. Transliteration Kempo Sergej Vladimirovič; * 6. Dezember 1984 in Moskau, RSFSR, Sowjetunion) ist ein russischer Schauspieler und Drehbuchautor.

## Leben
2007 schloss Kempo die Russische Akademie für Theaterkunst ab. Nach seinem Abschluss wurde er in das Theater der russischen Armee (TSATRA) aufgenommen. Außerdem spielte er am Theater Galaxie. Kempo debütierte Ende der 2000er Jahre als Filmschauspieler. Eine größere Rolle übernahm er in dem Spielfilm Final Take-Off – Einsame Entscheidung. Für den 2018 erschienenen Kurzfilm Shackle schrieb er das Drehbuch und übernahm zusätzlich eine Filmrolle.

## Filmografie (Auswahl)

### Schauspiel
- 2009: Tayny lyubvi (Тайны любви)
- 2010: Noch' dlinoyu v zhizn' (Ночь длиною в жизнь)
- 2010: Die Sonne, die uns täuscht – Der Exodus (Utomlennye solntsem 2/Утомлённые солнцем 2: Предстояние)
- 2013: Legenda No. 17 (Легенда No. 17)
- 2016: Final Take-Off – Einsame Entscheidung (Ekipazh/Экипаж)
- 2017: The Monk (Monakh/Монах) (Kurzfilm)
- 2018: Shackle (Seryozhka/Серёжка) (Kurzfilm)
- 2021: Kenzeli (Кензели)

### Drehbuch
- 2018: Shackle (Seryozhka/Серёжка) (Kurzfilm)